# Sant Miquel d'Anglès
Sant Miquel d'Anglès és una obra del municipi d'Anglès inclosa en l'Inventari del Patrimoni Arquitectònic de Catalunya.

## Descripció
Edifici de planta rectangular amb cossos annexos, com l'absis semicircular i la porta de Sant Miquel, amb coberta a doble vessant a diferents nivells i situat a un extrem de l'antiga Pobla d'Anglès. La construcció està adossada a la Rectoria i està composta per una nau i tres capelles laterals a cada costat. El temple dona culte principalment a Sant Miquel i també a la Mare de Déu del Remei. Les parts destacables són la nau i les capelles, les façanes i el campanar.
La nau interior està formada per una entrada amb un cor al primer pis i un baptisteri a l'esquerra. Seguidament tenim la nau central i les capelles laterals. Els accessos a les capelles laterals, intercomunicades les de la part dreta, està format per grans arcs de mig punt amb impostes motllurades. Les dovelles clau d'aquests arcs i la zona de la capella de la Sagrada Família contenen escuts nobiliaris esculpits i d'altres relacionats amb antics oficis.
A la línia del segon tram existeixen dues balconades al primer pis superior a les capelles. Són finestres rectangulars de fusta amb decoració reticulada de gelosies i barrots que tenen una gran llinda motllurada amb les dates de 1637 i 1638 respectivament. La seva funció era l'accés privilegiat i ocult als oficis des de la Rectoria i des d'una de les capelles laterals. La coberta de la nau és de volta de canó amb llunetes i la del presbiteri és de quart de cercle amb decoració de petxina. Per sobre de les capelles hi ha una cornisa de motllures i mèsules de guix i d'obra amb decoració floral.
Algunes de les capelles tenen una coberta plana i altres la tenen estrellada o amb les llunetes interiors multiplicades. La decoració d'aquestes són motllures arquitectòniques i petxines renaixentistes.
Pel que fa a la façana principal, adaptació de models post-tridentins, està feta sobre un aterrassament i està formada per tres elements bàsics, el portal, les finestres i l'òcul. Primer hi ha un sòcol pintat i arrebossat. La porta de fusta amb esglaons d'accés està emmarcada de pedra i té motllures als angles interiors i una gran llinda monolítica amb una inscripció de finals del segle xvi, segurament reaprofitada i originària d'un altre sector de l'església, ja que la façana no és tan antiga. Les finestres són de pedra i una d'elles té un dintell amb la data de 1602. L'òcul circular, centralitzat al primer pis sobre el portal d'accés i datat de 1885, també està emmarcat de grans blocs de pedra motllurada i conté vitralls acolorits amb decoració geomètrica, floral i amb l'escut papal de Roma. A sobre hi ha un altre òcul petit sense marc de pedra. Finalment, la línia del teulat i dues motllures còncaves a sota d'aquest, a banda i banda de la nau central, emmarquen la façana principal.
La façana de Sant Miquel, a tocar de la Rectoria, té una entrada emmarcada de pedra motllurada -amb una inscripció datada de 1632- sobre la qual hi ha una fornícula pintada de blau amb una imatge de Sant Miquel. Aquest sector es va reforçar arquitectònicament perquè, fins a la Guerra Civil, sostenia l'antic campanar de l'església. També hi ha una finestra de pedra amb una reixa de ferro forjat.
Quant al campanar, està situat sobre el baptisteri, als peus de la nau. Té la base quadrangular i el pis octogonal separat en dos cossos -la zona de les campanes i la del rellotge i l'entaulament- per motllures emergents, també octogonals. El primer cos té quatre obertures per a les quatre campanes i el segon, quatre òculs per a quatre rellotges d'agulles i l'acabament de l'estructura en punta. L'actual campanar substitueix l'anterior, fet caure durant la Guerra Civil, situat sobre la porta de Sant Miquel.
Entre els béns artístics més destacables de la parròquia hi ha una creu gòtica de plata, però també cal esmentar el retaule barroc (1620-40) de l'altar major que fou destruït durant la Guerra Civil.

## Història
L'edifici original era la capella romànica del castell, documentada de principis del segle xiii i relacionada amb la nissaga dels vescomtes de Cabrera, senyors del Castell d'Anglès. La capella aguantà fins a principis del segle xvii, quan es va reformar i ampliar l'església. Fins al 1859, legalment, formà part de la parròquia de Santa Maria de Sales de la Cellera de Ter. Anglès era, doncs, una Doma en què un prevere tenia cura de la capella de Sant Miquel i depenia del rector de la Cellera. Malgrat això, ja des de finals de segle xvi van existir diversos intents de segregació que no es feren efectius, de fet, fins a 1788 i, de dret, fins a 1859. Pel que fa a les desavinences entre Anglès i la Cellera, cal veure l'obra d'Emili Rams sobre la vila d'Anglès (De la pagesia a la Industrialització), pàgines 223-234.
L'edifici actual és una construcció d'entre finals de segle xvi i mitjans del xvii, d'estil renaixentista tardà amb elements barrocs, d'una sola nau amb capelles laterals -tres per costat- amb ampliacions i reformes successives fins al segle xx. El 1921 es va reformar el presbiteri, el 1942 es va refer el campanar i el 1975-85 es va refer el terra i es va tornar a arrebossar i pintar la façana. Actualment, la parròquia d'Anglès és la seu de l'arxiprestat del Ter-Brugent.
La llinda de la porta principal de l'església té una gran inscripció que diu: "INSTANT GALCERAND OLMERA, AB SON GERMÀ LO PRIOR; CONCEDÍ LA (sobirania) VUY LO BISBE CASSADOR 1595". La paraula sobirania és il·legible, ja que fou, en algun moment, repicada i esborrada parcialment. La cita està relacionada amb els intents d'independència parroquial de la Cellera, que, malgrat fer-se efectius des de 1620, en temps del rector-domer Domènec Baró, tornà a dependre de la Cellera el 1627.
La primera capella, entrant a la dreta, dedicada actualment a la Sagrada Família, fou instituïda el 1633 pel rector-domer Domènec Baró.